# Mont Giluwe
Le mont Giluwe, en anglais Mount Giluwe, est une montagne de Papouasie-Nouvelle-Guinée. Il s'agit d'un volcan bouclier éteint ayant connu sa dernière éruption il y a 220 000 ans. Son altitude de 4 367 ou 4 368 mètres en fait le deuxième plus haut sommet du pays après le mont Wilhelm et le volcan le plus élevé d'Océanie, ce qui l'inclut dans la liste des sept sommets volcaniques.

## Géographie
Le mont Giluwe est situé en Papouasie-Nouvelle-Guinée, dans le centre est de l'île de Nouvelle-Guinée, au sein des monts Bismarck. Administrativement, il se trouve dans les provinces des Hautes-Terres méridionales et Hautes-Terres occidentales de la région des Hautes-Terres.
Le sommet du mont Giluwe est formé de deux pics, le pic principal, le point culminant, et le pic oriental s'élevant à environ 4 300 mètres d'altitude. Il culmine à 4 367, ou 4 368,, mètres d'altitude, faisant de ce volcan le deuxième plus haut sommet de Papouasie-Nouvelle-Guinée après le mont Wilhelm, et l'un des sept sommets volcaniques,. Cette altitude est recalculée en 2005, rétrogradant ainsi le Mauna Kea à Hawaï à la deuxième place dans le classement des plus hauts volcans d'Océanie avec une altitude de 4 205 mètres.
Les pentes du volcan sont entaillés par de nombreuses vallées organisées radialement. Des coulées de lave, dont l'épaisseur peut dépasser les vingt mètres, et des cônes volcaniques atteignant parfois 200 mètres de diamètre, couronnés par un cratère et ouverts dans le sens de la pente parsèment les flancs de la montagne.
Son ascension se fait par des sentiers de randonnée, dont le plus facile par la face nord de la montagne, empruntant des forêts primaires tropicales laissant place à une pelouse alpine à partir de 3 300 mètres d'altitude environ. À ces altitudes, de nombreux lacs glaciaires de quelques mètres à quelques centaines de mètres de diamètre parsèment les pentes. Les 2 500 millimètres annuels de précipitations se font généralement sous forme de pluie mais laissent parfois place à de la neige au sommet de la montagne, là où les températures diurnes ne dépassent pas les 20 °C et où des gelées sont fréquentes au-delà de 3 000 mètres d'altitude.

## Histoire
Le mont Giluwe a connu des éruptions sous-glaciaires durant la glaciation de Würm. N'étant plus entré en éruption depuis 220 000 ans[réf. nécessaire], il est considéré comme éteint.
Sa première ascension aurait été effectuée en 1934 par Michael J. Leahy.